# Philippe de Courcillon

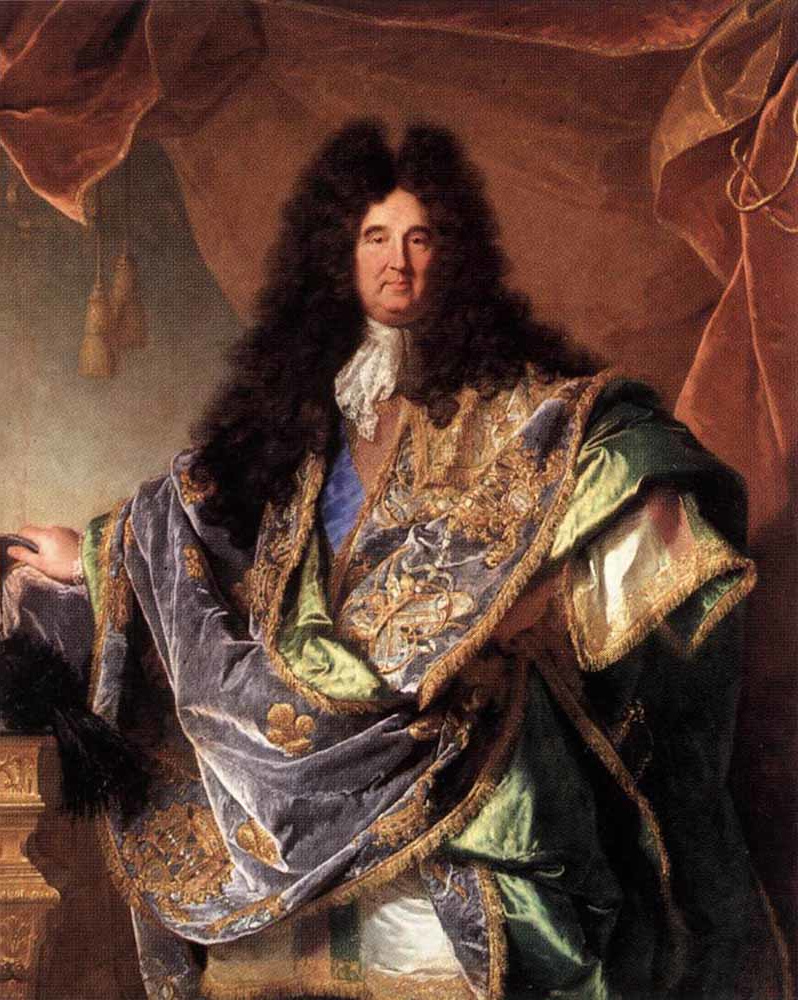
Philippe de Courcillon, Marquis de Dangeau, gemalt 1702

Philippe de Courcillon, Marquis de Dangeau (* 21. September 1638 auf Schloss Dangeau; † 9. September 1720 in Paris) war ein französischer Offizier, Diplomat und Autor sowie der Großmeister des Lazarusordens.

## Familie
De Courcillon wurde in Dangeau geboren und ist berühmt für seine Tagebücher, die er von 1684 bis zu seinem Tode 1720 führte. In diesen Memoiren sind viele Fakten über die Regierungszeit Ludwig XIV. enthalten, die aufschlussreiche Einblicke in die Welt am Hofe des Sonnenkönigs und seine Gedankenwelt bieten.
Er ist der Bruder von Louis de Courcillon de Dangeau und wurde in eine calvinistische Familie geboren. Bereits in seinen frühen Jahren konvertierte er jedoch zum römisch-katholischen Glauben.
Dangeau heiratete Anne Françoise Morin am 11. Mai 1670, mit der er eine Tochter, Marie Anne Jeanne de Courcillon, hatte, die Honoré Charles d’Albert de Luynes heiratete. Das Kind aus dieser Verbindung seiner Tochter, Charles Louis d’Albert de Luynes wurde der Herzog von Luynes.
Am 26. März 1686 heiratete Dangeau in Versailles erneut, diesmal Sophia Maria Wilhelmine zu Löwenstein-Wertheim-Rochefort, Tochter von Graf Ferdinand Karl zu Löwenstein-Wertheim-Rochefort (1616–1672) und Anna-Maria von Fürstenberg (1634–1705). Aus dieser zweiten Ehe ging ein Sohn namens Philippe Egon de Courcillon hervor, der mit Françoise de Pompadour verheiratet war. Die Tochter aus dieser Verbindung, Marie Sophie de Courcillon, Enkelin Dangeaus, war die Ehefrau von Charles François d’Albert d’Ailly, Herzog von Picquigny und 5. Herzog von Chaulnes, Sohn des Louis Auguste d’Albert d’Ailly mit welchem sie eine Tochter, Marie-Thérèse hatte, die im Kindesalter verstorben ist. Als Witwe heiratete sie Hercule Mériadec de Rohan, Fürst von Soubise und Herzog von Rohan-Rohan. Aus dieser Verbindung gab es keine weiteren Nachkommen.

## Offizier und Diplomat
Erste Bekanntheit erfuhr Dangeau aufgrund seiner Fähigkeiten im Kartenspiel. Die Redewendung „jouer à la Dangeau“ wurde damals so bekannt, dass Ludwig XIV. auf ihn aufmerksam wurde. Der Aufmerksamkeit des Königs verdankte Dangeau seine Ernennung zum Obersten des Regiments des Königs und begleitete diesen als Adjutant auf allen seinen Feldzügen. Bereits zwei Jahre später wurde Dangeau zum Gouverneur von Touraine ernannt. In der Folge führte er mehrere diplomatische Missionen im Auftrag seines Königs durch, die ihn nach Trier, Mainz und Modena führten. Hierfür erhielt er die Würde eines Baron de Bressuire.

## Schriftsteller
Als Patron der Schriftsteller schloss er unter anderem Freundschaft mit Nicolas Boileau, welcher ihm seine Satire über den Adel (Satire sur la noblesse) widmete. La Bruyère stellte seine Wesenszüge in „Pamphile“ dar. Obwohl Dangeau bisher noch nichts veröffentlicht hatte, wurde er 1667 an die Académie Française berufen. 1704 wurde er Ehrenmitglied der Académie des sciences de l'Institut de France (französische Akademie der Wissenschaften) und 1706 deren Präsident. Auszüge seiner Tagebücher über sein tägliches Leben am Hof von Versailles (geführt von 1684 bis 1720) wurden erstmals von Voltaire 1770 und 1817 von Madame de Genlis sowie 1818 von Pierre Édouard Lémontey veröffentlicht. Die vollständigen 19 Tagebücher, auch „Journal de la cour de Louis XIV“ genannt, erschienen erstmals zwischen 1854 und 1860.

## Großmeister des Lazarusordens
Als Großmeister des Lazarusordens (1693–1720) erreichte Dangeau die Schaffung von Erbkommenden (Commanderies graduelles masculines et perpètuelles) durch königliches Dekret, welches von König Ludwig XIV. von Frankreich am 9. Dezember 1693 ausgestellt wurde. Eine Besonderheit in den Ritterorden, sind Erbkommenden ausschließlich dem Großmeister des Lazarusordens unterstellt und der jeweilige regierende Komtur (Erbkomtur genannt) muss der Familie des ersten Erbkomturs angehören; damit sind die Söhne eines Erbkomturs per Geburtsrecht Mitglieder des Lazarusordens. Dangeau errichtete auf Basis dieses königlichen Dekrets (Ludwig XIV. war der Protektor des Lazarusordens) die folgenden Erbkommenden:
- 1701: Commanderie héréditaire de la Motte des Murs für Jean Baptiste des Courtils, Seigneur des Bessy
- 1702: Commanderie héréditaire Saint François de Bailleul
- 1708: Commanderie héréditaire Notre-Dame du Mont-Carmel
- 1711: Commanderie héréditaire Santa Eulalia
- 1712: Commanderie héréditaire Saint Michél und die commanderie héréditaire San Antonio de Castille